# Заломная (приток Томи)
Заломная — река в России, протекает по Крапивинскому району Кемеровской области. Устье реки находится в 347 км по правому берегу реки Томь. Длина реки составляет 52 км, площадь водосборного бассейна — 319 км².

## Притоки
- 13 км: Якимовка
- 18 км: Мунашкина
- 28 км: Каменушка
- 31 км: Мягкая

## Данные водного реестра
По данным государственного водного реестра России относится к Верхнеобскому бассейновому округу, водохозяйственный участок реки — Томь от города Новокузнецк до города Кемерово, речной подбассейн реки — Томь. Речной бассейн реки — (Верхняя) Обь до впадения Иртыша.